# Kim Gil-li
Kim Gil-li (koreanisch 김길리; * 1. Juli 2004 in Seoul) ist eine südkoreanische Shorttrackerin.

## Werdegang
Kim begann im Alter von sechs Jahren mit dem Shorttrack und trat international erstmals bei den Juniorenweltmeisterschaften 2020 in Bormio in Erscheinung. wobei sie die Goldmedaille über 1000 m gewinnen konnte. Zudem wurde sie dort Siebte über 1500 m und Vierte mit der Staffel. Für die Saison 2021/22 qualifizierte sie sich erstmals für die südkoreanische Nationalauswahl. Als achtplatzierte bei den Ausscheidungsläufen gehörte sie zur Reserve. Bei den Juniorenweltmeisterschaften 2022 in Danzig holte sie die Silbermedaille über 1000 m sowie die Goldmedaille über 1500 m und lief auf den Plätzen fünf über 500 m und vier mit der Staffel. Bei den Ausscheidungsläufen für die Nationalauswahl der Saison 2022/23 erreichte Kim Platz eins des Gesamtergebnisses und qualifizierte sich dadurch für alle internationalen Shorttrack-Wettbewerb. Dadurch nahm sie zu Beginn der Saison 2022/23 in Montreal erstmals am Shorttrack-Weltcup teil und kam dort mit dem dritten Platz über 1000 m und dem zweiten Platz über 1500 m aufs Podium. Beim folgenden Weltcup in Salt Lake City holte sie über 1500 m und mit der Staffel ihre ersten Weltcupsiege. Im weiteren Saisonverlauf siegte sie dreimal mit der Staffel und ein weiteres Mal über 1500 m. Zudem kam sie zweimal auf den zweiten sowie dreimal auf den dritten Platz und wurde damit Zehnte im Weltcup über 1000 m sowie Erste im Weltcup über 1500 m. Bei den Vier-Kontinente-Meisterschaften 2022 in Salt Lake City gewann sie die Goldmedaille mit der Staffel und bei den Juniorenweltmeisterschaften 2023 in Dresden jeweils die Goldmedaille über 1000 m, 1500 m sowie mit der Staffel. Zudem wurde sie dort Sechste über 500 m. Beim Saisonhöhepunkt, den Shorttrack-Weltmeisterschaften 2023 in Seoul, belegte sie den 18. Platz über 500 m, den achten Rang über 1500 m, den siebten Platz über 1000 m und den fünften Platz in der Mixed-Staffel. Außerdem holte sie dort die Silbermedaille mit der Staffel.
Für die darauffolgende Saison trat Kim dem Team Seongnam City Hall bei und erreichte bei den Ausscheidungsläufen zur Nationalauswahl im April erneut Platz eins. In der Saison 2023/24 errang sie im Weltcup 18 Podestplatzierungen, darunter acht erste Plätze, und gewann damit den Gesamtweltcup und erneut den Weltcup über 1500 m. Im Weltcup über 1000 m erreichte sie den zweiten Platz. Als Ehrung erhielt sie den Crystal Globe. Bei den Shorttrack-Weltmeisterschaften 2024 in Rotterdam wurde sie Achte in der Mixed-Staffel und holte über 1000 m die Silbermedaille sowie über 1500 m die Goldmedaille.

## Persönliche Bestzeiten
| Distanz | Zeit         | Datum             | Ort    |
| ------- | ------------ | ----------------- | ------ |
| 500 m   | 42,921 s     | 10. März 2023     | Seoul  |
| 1000 m  | 1:27,685 min | 2. Februar 2020   | Bormio |
| 1500 m  | 2:20,712 min | 11. Dezember 2022 | Almaty |

## Erfolge

### Weltmeisterschaften
- 2023 Seoul: 2. Platz Staffel, 5. Platz Mixed-Staffel, 7. Platz 1000 m, 8. Platz 1500 m, 18. Platz 500 m
- 2024 Rotterdam: 1. Platz 1500 m, 2. Platz 1000 m, 4. Platz Staffel, 8. Platz Mixed-Staffel
- 2025 Peking: 3. Platz 1500 m, 5. Platz Staffel, 7. Platz 1000 m, 19. Platz 500 m

### Platzierungen im Weltcup

#### Weltcupsiege

##### Weltcupsiege im Einzel
| Nr. | Datum             | Ort            | Disziplin |
| --- | ----------------- | -------------- | --------- |
| 1.  | 5. November 2022  | Salt Lake City | 1500 m    |
| 2.  | 5. Februar 2023   | Dresden        | 1500 m    |
| 3.  | 22. Oktober 2023  | Montreal       | 1000 m    |
| 4.  | 28. Oktober 2023  | Montreal       | 1500 m    |
| 5.  | 9. Dezember 2023  | Peking         | 1500 m    |
| 6.  | 16. Dezember 2023 | Seoul          | 1500 m    |
| 7.  | 17. Dezember 2023 | Seoul          | 1500 m    |
| 8.  | 10. Februar 2024  | Dresden        | 1000 m    |
| 10. | 11. Februar 2024  | Dresden        | 1000 m    |
| 11. | 27. Oktober 2024  | Montreal       | 1500 m    |
| 12. | 14. Dezember 2024 | Seoul          | 1000 m    |

##### Weltcupsiege im Team
| Nr. | Datum             | Ort              |
| --- | ----------------- | ---------------- |
| 1.  | 6. November 2022  | Salt Lake City 1 |
| 2.  | 10. Dezember 2022 | Almaty 2         |
| 3.  | 17. Dezember 2022 | Almaty 3         |
| 4.  | 18. Dezember 2022 | Almaty 4         |
| 5.  | 15. Dezember 2024 | Seoul 5          |

#### Weltcup-Gesamtplatzierungen
| Saison  | Gesamt | Gesamt | 500 m  | 500 m | 1000 m | 1000 m | 1500 m | 1500 m |
| Saison  | Punkte | Platz  | Punkte | Platz | Punkte | Platz  | Punkte | Platz  |
| ------- | ------ | ------ | ------ | ----- | ------ | ------ | ------ | ------ |
| 2022/23 | 700    | 4.     | 25     | 60.   | 190    | 10.    | 450    | 1.     |
| 2023/24 | 1.211  | 1.     | 16     | 37.   | 540    | 2.     | 655    | 1.     |
| 2024/25 | 713    | 6.     | 176    | 10.   | 227    | 6.     | 310    | 4.     |